# Кемеровская детская железная дорога
Кемеровская детская железная дорога — структурное подразделение Западно-Сибирской железной дороги, филиала ОАО «Российские железные дороги».
Кемеровская детская железная дорога — учебно-производственное учреждение, основная цель которой — профессиональная ориентация учащихся средних школ городов Кемерово, Топки, Берёзовский и др. на обучение в учреждения высшего, среднего и начального профессионального железнодорожного образования.
На Кемеровской детской железной дороге проложили первый километр пути в июне 2007 г. Строительство земляного полотна для укладки пути первой очереди выполнено более чем наполовину, уложено более 2 тысяч шпал, практически построена станция Пионерская. Железная дорога длиной почти 4 километра протянется от станции на Пионерском бульваре до станции Городская — близ Красного озера. При этом по специальному путепроводу она пересечет Притомский проспект.

## История
Впервые информация о ней появилась в средствах массовой информации Кузбасса 7 сентября 2006 года. В этих публикациях говорилось о том, что губернатор Кемеровской области Аман Тулеев и начальник Западно-Сибирской железной дороги Александр Целько достигли договорённости о строительстве ДЖД в городе Кемерово. И уже с 8 сентября специально созданная комиссия приступила к поиску для неё подходящего места. Спустя четыре дня о том же написала газета «Гудок», а ещё чуть позже — «Комсомольская правда».
После нескольких месяцев затишья, в феврале 2007 года стало известно, что проект новой дороги, подготовленный институтами Сибгипротранс и «Желдорпроект», в целом, уже готов. Администрация Кемеровской области и ЗСЖД договорились о совместном финансировании строительства на паритетных началах, выделив на это по 150 миллионов рублей. Сдача дороги в эксплуатацию запланирована на День шахтёра — последнее воскресенье августа.
Проектом предусматривалось строительство пути протяжённостью 3,8 км от Пионерского бульвара до Красного озера, вдоль Притомского проспекта. Главная станция ДЖД — Пионерская разместится напротив Управления Кузбасского отделения Западно-Сибирской ж.д., на Пионерском бульваре. На пересечении ДЖД с улицей Терешковой будет построена двухуровневая развязка. В связи с тем что проспект Притомский был введен в работу и открыт на этом участке в октябре 2016 года, в связи со строительством ДЖД, Притомский был перекрыт на время строительства пересечения, и в дальнейшем был выполнен изгиб Притомского с возвышением для тоннеля, что негативно сказывается на уклоне дороге.
В мае 2007 года на месте будущей ДЖД начались строительные работы. Спустя месяц был уложен первый километр пути, а в начале июля заложен фундамент на станции Городская у Красного озера.
Одновременно с этим шла подготовка подвижного состава. Заказ на производство двух тепловозов и шести пассажирских вагонов был размещён на Камбарском машиностроительном заводе. От сотрудничества с заводом «Метровагонмаш» Западно-Сибирская ж.д. решила отказаться. В начале июля стало известно, что силами локомотивного депо в Ленинске-Кузнецком тепловозу ТУ7А-3345 установили бутафорский капот, имитирующий паровозный котёл — точно такой же, как три года назад сделали на Новосибирской ДЖД. В середине августа 2007 года тепловоз уже был доставлен на детскую дорогу. В первых числах сентября на дороге появились и первые три вагона, выкрашенные в стиле фирменного поезда «Кузбасс» (Кемерово-Москва). 13 сентября 2007 года поезд Кемеровской ДЖД выполнил свой первый пробный рейс.
Торжественное открытие дороги состоялось 12 октября 2007 года, но, в отличие от Казанской ДЖД, событие это практически не было освещено в прессе. Срок сдачи учебного корпуса: 1 июня 2008 года.
На дороге две станции: Пионерская и Городская, один разъезд — Притомский. Станция Пионерская находится вблизи здания управления Кузбасского региона Западно-Сибирской железной дороги (ранее — управление Кемеровской железной дороги).

## Подвижной состав
На Кемеровской детской железной дороге имеются тепловозы ТУ7А-3345, ТУ7А-3348 и ТУ10-023, 6 пассажирских вагонов. Ходит два поезда: тепловоз и три вагона.